# Bistum Ondo
Das Bistum Ondo (lat.: Dioecesis Ondoensis) ist eine in Nigeria gelegene römisch-katholische Diözese mit Sitz in Akure.

## Geschichte
Papst Pius XII. gründete das Apostolische Vikariat Ondo-Ilorin am 12. Januar 1943 aus Gebietsabtretungen des Apostolischen Vikariats Beninküste. 
Mit der Apostolischen Konstitution Laeto accepimus wurde es am 18. April 1950 in den Rang eines Bistums erhoben, das dem Erzbistum Lagos als Suffragandiözese unterstellt wurde und den heutigen Namen annahm. Am 26. März 1994 wurde es Teil der Kirchenprovinz des Erzbistums Ibadan.
Teile seines Territoriums verlor es zugunsten der Errichtung folgender Bistümer:
- 20. Januar 1960 an die Apostolische Präfektur Ilorin;
- 30. Juli 1972 an das Bistum Ado-Ekiti.

## Ordinarien

### Apostolischer Vikar von Ondo-Ilorin
- Thomas Hughes SMA (12. Januar 1943 – 18. April 1950)

### Bischöfe von Ondo
- Thomas Hughes SMA (18. April 1950 – 17. April 1957)
- William Richard Field SMA (16. Januar 1958 – 31. Mai 1976)
- Francis Folorunsho Clement Alonge (31. Mai 1976 – 26. November 2010)
- Jude Ayodeji Arogundade (seit 26. November 2010)

## Statistik
| Jahr | Bevölkerung | Bevölkerung | Bevölkerung | Priester     | Priester         | Priester       | Priester               | Ständige Diakone | Ordensleute  | Ordensleute      | Pfarreien |
| Jahr | Katholiken  | Einwohner   | %           | Gesamtanzahl | Diözesanpriester | Ordenspriester | Katholiken je Priester | Ständige Diakone | Ordensbrüder | Ordensschwestern | Pfarreien |
| ---- | ----------- | ----------- | ----------- | ------------ | ---------------- | -------------- | ---------------------- | ---------------- | ------------ | ---------------- | --------- |
| 1970 | 100.316     | 2.836.466   | 3,5         | 38           | 7                | 31             | 2.639                  |                  | 42           | 41               |           |
| 1980 | 72.000      | 1.717.000   | 4,2         | 19           | 5                | 14             | 3.789                  |                  | 24           | 35               | 12        |
| 1990 | 112.000     | 2.256.000   | 5,0         | 30           | 15               | 15             | 3.733                  |                  | 29           | 40               | 18        |
| 1999 | 190.200     | 3.265.450   | 5,8         | 45           | 32               | 13             | 4.226                  |                  | 23           | 52               | 31        |
| 2000 | 193.430     | 3.385.990   | 5,7         | 45           | 33               | 12             | 4.298                  |                  | 25           | 60               | 33        |
| 2001 | 196.800     | 3.509.700   | 5,6         | 52           | 40               | 12             | 3.784                  |                  | 24           | 62               | 33        |
| 2002 | 197.750     | 3.520.030   | 5,6         | 47           | 34               | 13             | 4.207                  |                  | 27           | 58               | 34        |
| 2003 | 198.343     | 3.530.590   | 5,6         | 47           | 34               | 13             | 4.220                  |                  | 30           | 60               | 43        |
| 2004 | 198.722     | 3.674.692   | 5,4         | 58           | 43               | 15             | 3.426                  |                  | 36           | 63               | 45        |